# フィリピンの副大統領一覧
フィリピンの副大統領一覧（フィリピンのふくだいとうりょういちらん）は、フィリピンの副大統領（フィリピン語: Pangalawang Pangulo ng Pilipinas）の初代から現在までの15代15人の一覧である。フィリピン政府の行政府において大統領に次ぐ第2位の役職で、大統領の継承順位は第1位である。歴代副大統領の中で、テオフィスト・ギンゴナ・ジュニアだけが選挙で選ばれなかった唯一の人物である。

## 歴代副大統領の一覧
| 代数                                   | 画像                                    | 名                                       | 政党                                   | 政党                                    | 任期                                        | 選挙                 | 大統領                     | 時代           |
| -------------------------------------- | --------------------------------------- | ---------------------------------------- | -------------------------------------- | --------------------------------------- | ------------------------------------------- | -------------------- | -------------------------- | -------------- |
| 1                                      |                                         | セルヒオ・オスメニャ (1869–1964)         |                                        | 国民党                                  | 1935年11月15日 – 1944年8月1日 (9年 + 106日) | 1935                 | マニュエル・ケソン         | コモンウェルス |
| 1                                      | 1941                                    | セルヒオ・オスメニャ (1869–1964)         |                                        | 国民党                                  | 1935年11月15日 – 1944年8月1日 (9年 + 106日) |                      | マニュエル・ケソン         | コモンウェルス |
| 空席 (1944年8月1日 – 1946年5月28日 )   | 空席 (1944年8月1日 – 1946年5月28日 )    | 空席 (1944年8月1日 – 1946年5月28日 )     | 空席 (1944年8月1日 – 1946年5月28日 )   | 空席 (1944年8月1日 – 1946年5月28日 )    | 空席 (1944年8月1日 – 1946年5月28日 )        | セルヒオ・オスメニャ |                            | コモンウェルス |
| 2                                      |                                         | エルピディオ・キリノ (1890–1956)         |                                        | 自由党                                  | 1946年5月28日 – 1948年4月17日 (1年 + 323日) | 1946                 | マニュエル・ロハス         | コモンウェルス |
| 2                                      | 第三共和国                              | エルピディオ・キリノ (1890–1956)         |                                        | 自由党                                  | 1946年5月28日 – 1948年4月17日 (1年 + 323日) | 1946                 | マニュエル・ロハス         |                |
| 空席 (1948年4月17日 – 1949年12月30日)  | 空席 (1948年4月17日 – 1949年12月30日)   | 空席 (1948年4月17日 – 1949年12月30日)    | 空席 (1948年4月17日 – 1949年12月30日)  | 空席 (1948年4月17日 – 1949年12月30日)   | 空席 (1948年4月17日 – 1949年12月30日)       | 1946                 | エルピディオ・キリノ       |                |
| 3                                      |                                         | フェルナンド・ロペス・シニア (1904–1993) |                                        | 自由党 (1953年まで)                     | 1949年12月30日 – 1953年12月30日 (4年)       | 1949                 | エルピディオ・キリノ       |                |
| 3                                      | 民主党 (1953年から)                     | フェルナンド・ロペス・シニア (1904–1993) |                                        |                                         | 1949年12月30日 – 1953年12月30日 (4年)       | 1949                 | エルピディオ・キリノ       |                |
| 4                                      |                                         | カルロス・ガルシア (1896–1971)           |                                        | 国民党                                  | 1953年12月30日 – 1957年3月17日 (3年 + 77日) | 1953                 | ラモン・マグサイサイ       |                |
| 空席 (1957年3月17日 – 1957年12月30日 ) | 空席 (1957年3月17日 – 1957年12月30日 )  | 空席 (1957年3月17日 – 1957年12月30日 )   | 空席 (1957年3月17日 – 1957年12月30日 ) | 空席 (1957年3月17日 – 1957年12月30日 )  | 空席 (1957年3月17日 – 1957年12月30日 )      | 1953                 | カルロス・ガルシア         |                |
| 5                                      |                                         | ディオスダド・マカパガル (1910–1997)     |                                        | 自由党                                  | 1957年12月30日 – 1961年12月30日 (4年)       | 1957                 | カルロス・ガルシア         |                |
| 6                                      |                                         | エマニュエル・ペラエス (1915–2003)       |                                        | 自由党                                  | 1961年12月30日 – 1965年12月30日 (4年)       | 1961                 | ディオスダド・マカパガル   |                |
| 6                                      | 国民党 (1964年から)                     | エマニュエル・ペラエス (1915–2003)       |                                        |                                         | 1961年12月30日 – 1965年12月30日 (4年)       | 1961                 | ディオスダド・マカパガル   |                |
| 7                                      |                                         | フェルナンド・ロペス・シニア (1904–1993) |                                        | 国民党                                  | 1965年12月30日 – 1973年1月17日 (7年 + 18日) | 1965                 | フェルディナンド・マルコス |                |
| 7                                      | 1969                                    | フェルナンド・ロペス・シニア (1904–1993) |                                        | 国民党                                  | 1965年12月30日 – 1973年1月17日 (7年 + 18日) |                      | フェルディナンド・マルコス |                |
| 7                                      | 戒厳令                                  | フェルナンド・ロペス・シニア (1904–1993) |                                        | 国民党                                  | 1965年12月30日 – 1973年1月17日 (7年 + 18日) |                      | フェルディナンド・マルコス |                |
| 廃止 (1973年1月17日 – 1984年1月27日 )  |                                         |                                          |                                        |                                         |                                             |                      | フェルディナンド・マルコス |                |
| 第四共和国                             |                                         |                                          |                                        |                                         |                                             |                      | フェルディナンド・マルコス |                |
| 空席 (1984年1月27日 – 1986年2月25日)   |                                         |                                          |                                        |                                         |                                             |                      | フェルディナンド・マルコス |                |
| 8                                      |                                         | サルバドール・ラウレル (1928–2004)       |                                        | 統一民族民主機構 (1988年まで)           | 1986年2月25日 – 1992年6月30日 (6年 + 126日) | 1986                 | コラソン・アキノ           | 暫定政府       |
| 8                                      | 第五共和国                              | サルバドール・ラウレル (1928–2004)       |                                        | 統一民族民主機構 (1988年まで)           | 1986年2月25日 – 1992年6月30日 (6年 + 126日) | 1986                 | コラソン・アキノ           |                |
| 8                                      | 国民党 (1988年から)                     | サルバドール・ラウレル (1928–2004)       |                                        |                                         | 1986年2月25日 – 1992年6月30日 (6年 + 126日) | 1986                 | コラソン・アキノ           |                |
| 9                                      |                                         | ジョセフ・エストラーダ (1937–)           |                                        | 民族主義者国民連合 (1997年まで)         | 1992年6月30日 – 1998年6月30日 (6年)         | 1992                 | フィデル・ラモス           |                |
| 9                                      | 愛国的フィリピン民衆の戦い (1997年から) | ジョセフ・エストラーダ (1937–)           |                                        |                                         | 1992年6月30日 – 1998年6月30日 (6年)         | 1992                 | フィデル・ラモス           |                |
| 10                                     |                                         | グロリア・アロヨ (1947–)                 |                                        | ラカス党                                | 1998年6月30日 – 2001年1月20日 (2年 + 204日) | 1998                 | ジョセフ・エストラーダ     |                |
| 空席 (2001年1月20日 – 2001年2月7日 )   | 空席 (2001年1月20日 – 2001年2月7日 )    | 空席 (2001年1月20日 – 2001年2月7日 )     | 空席 (2001年1月20日 – 2001年2月7日 )   | 空席 (2001年1月20日 – 2001年2月7日 )    | 空席 (2001年1月20日 – 2001年2月7日 )        | 1998                 | グロリア・アロヨ           |                |
| 11                                     |                                         | テオフィスト・ギンゴナ・ジュニア (1928–) |                                        | ラカス党 (2003年まで)                   | 2001年2月7日 – 2004年6月30日 (3年 + 144日)  | 1998                 | グロリア・アロヨ           |                |
| 11                                     | 無所属 (2003年から)                     | テオフィスト・ギンゴナ・ジュニア (1928–) |                                        |                                         | 2001年2月7日 – 2004年6月30日 (3年 + 144日)  | 1998                 | グロリア・アロヨ           |                |
| 12                                     |                                         | ノリ・デ・カストロ (1949–)               |                                        | 無所属                                  | 2004年6月30日 – 2010年6月30日 (6年)         | 2004                 | グロリア・アロヨ           |                |
| 13                                     |                                         | ジェジョマール・ビナイ (1942–)           |                                        | フィリピン民主党・国民の力 (2012年まで) | 2010年6月30日 – 2016年6月30日 (6年)         | 2010                 | ベニグノ・アキノ3世        |                |
| 13                                     | 統一国民同盟 (2012年から)               | ジェジョマール・ビナイ (1942–)           |                                        |                                         | 2010年6月30日 – 2016年6月30日 (6年)         | 2010                 | ベニグノ・アキノ3世        |                |
| 14                                     |                                         | レニー・ロブレド (1965–)                 |                                        | 自由党                                  | 2016年6月30日 – 2022年6月30日 (6年)         | 2016                 | ロドリゴ・ドゥテルテ       |                |
| 15                                     |                                         | サラ・ドゥテルテ (1978–)                 |                                        | ラカス党 (2023年まで)                   | 2022年6月30日 – 在任中 (2年 + 255日)        | 2022                 | ボンボン・マルコス         |                |
| 15                                     | 変革のための同盟                        | サラ・ドゥテルテ (1978–)                 |                                        |                                         | 2022年6月30日 – 在任中 (2年 + 255日)        | 2022                 | ボンボン・マルコス         |                |